# Amblyopone cleae
Amblyopone cleae é uma espécie de formiga do gênero Amblyopone.